# گزش‌های آینده
گزش‌های آینده (به انگلیسی: The Future Bites) ششمین آلبوم استودیویی آینده خواننده و ترانه‌نویس بریتانیایی استیون ویلسون است. انتشار این آلبوم در ابتدا برای ۱۲ ژوئن ۲۰۲۰ برنامه‌ریزی شده بود، اما بعداً به دلیل بیماری همه‌گیری کروناویروس که بازاریابی و تولید مربوط به این آلبوم را تحت تأثیر قرار داد، تا ۲۹ ژانویه ۲۰۲۱ به تعویق افتاد.

## فهرست قطعه‌ها
| فهرست قطعه‌های گزش‌های آینده | فهرست قطعه‌های گزش‌های آینده | فهرست قطعه‌های گزش‌های آینده |
| شماره                      | نام                        | مدت                        |
| -------------------------- | -------------------------- | -------------------------- |
| ۱.                         | «غیرخودی»                  | ۱:۰۵                       |
| ۲.                         | «خود»                      | ۲:۵۵                       |
| ۳.                         | «روح شاه»                  | ۴:۰۶                       |
| ۴.                         | «۱۲ چیز فراموش کردم»       | ۴:۴۲                       |
| ۵.                         | «برجسته آفتابی»            | ۳:۵۲                       |
| ۶.                         | «مسئول خرید شخصی»          | ۹:۴۹                       |
| ۷.                         | «مرد مردم»                 | ۴:۴۱                       |
| ۸.                         | «دنباله رو»                | ۴:۳۹                       |
| ۹.                         | «هرکی غیر من»              | ۳:۵۳                       |
| مجموع مدت:                 | مجموع مدت:                 | ۳۹:۴۲                      |